# 829年
| 千纪： | 1千纪                                                                                           |
| 世纪： | 8世纪 \| 9世纪 \| 10世纪                                                                        |
| 年代： | 790年代 \| 800年代 \| 810年代 \| 820年代 \| 830年代 \| 840年代 \| 850年代                       |
| 年份： | 824年 \| 825年 \| 826年 \| 827年 \| 828年 \| 829年 \| 830年 \| 831年 \| 832年 \| 833年 \| 834年 |
| 纪年： | 己酉年（鸡年）；唐大和三年；南诏保和六年；吐蕃彝泰十五年；日本天長六年；渤海国建兴十一年        |

## 大事记
- 李德裕改任兵部侍郎，宰相裴度推薦李德裕擔任宰相，未成功。
- 李宗閔通過宦官的關係當上宰相，將剛剛入朝的李德裕調出。
- 諸道軍逼滄州，李同捷向新任橫海節度使李祐降，中途斬李同捷。
- 魏博兵變，殺節度使史憲誠，立郡知兵馬使何進滔為節度使。
- 西川節度使杜元颖專務減削士卒衣糧，士卒飢餒，皆入南詔抄盜，南詔王勸豐祐派弄棟節度王嵯巔攻下成都外城，爆發第二次唐詔戰爭。
- 路易為幼子查理重劃國土，其他三子反對，內戰爆發。

## 出生
- 路岩，唐朝大臣
- 藤原明子，日本贵族

## 逝世
- 崔植，唐朝大臣
- 李同捷，唐朝大臣
- 李祐 (唐朝節度使)，唐朝大臣
- 李益，唐朝大臣
- 李宪 (岭南节度使)，唐朝大臣
- 钱徽，唐朝大臣
- 史憲誠，唐朝大臣
- 鄭絪，唐朝大臣
- 米海尔二世，拜占庭帝国皇帝
- 酒人內親王，日本贵族
- 平善棟，日本贵族